# Atalanta BC U23
Atalanta Bergamasca Calcio U23, zkráceně jen Atalanta U23 je italský fotbalový klub hrající v sezóně 2024/25 ve 3. italské fotbalové lize. Sídlí ve městě Bergamo v regionu Lombardie.
Je to rezervní tým klubu Atalanty a byl založen v roce 2023 a je druhým klubem po Juventus Next Gen co má rezervní profi tým ve Serii C i když podléhá omezením jak z hlediska věku, tak v přísně sportovně-společenském kontextu. Také je celkově druhý v hierarchickém pořadí v rámci klubu, následuje první tým a po něm je tým Primavera.
Své zápasy hraje na stadionu Stadio Comunale ve městě Caravaggio.

## Změny názvu klubu
- 2023/24 – Atalanta U23 (Atalanta Bergamasca Calcio U23)

## Účast v ligách
| Úroveň soutěže | Název soutěže (nynější název) | První hraná sezona | Poslední hraná sezona | celkem odehraných sezon |
| -------------- | ----------------------------- | ------------------ | --------------------- | ----------------------- |
| 3              | Serie C                       | 2023/24            | 2024/25               | 2                       |